# ボーディング・ブリッジ

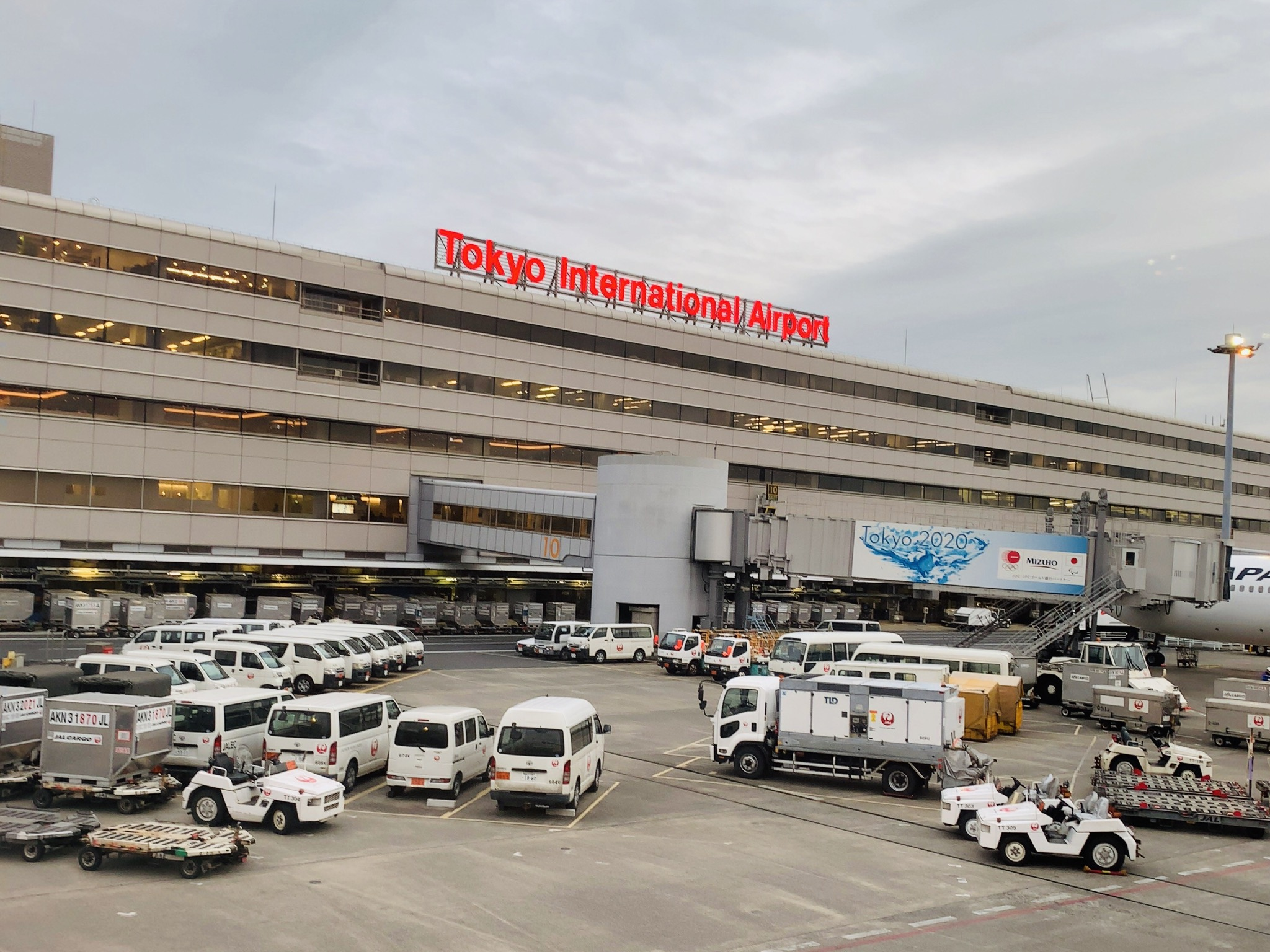
東京国際空港第1旅客ターミナルのボーディングブリッジ

ボーディング・ブリッジとは、ターミナルビルから旅客機や客船に乗客や乗員を乗降させるための設備である。搭乗橋（とうじょうきょう） などともいう。パッセンジャー・ボーディング・ブリッジの頭文字を取ったPBBという略称も用いられる。

## 空港のボーディング・ブリッジ

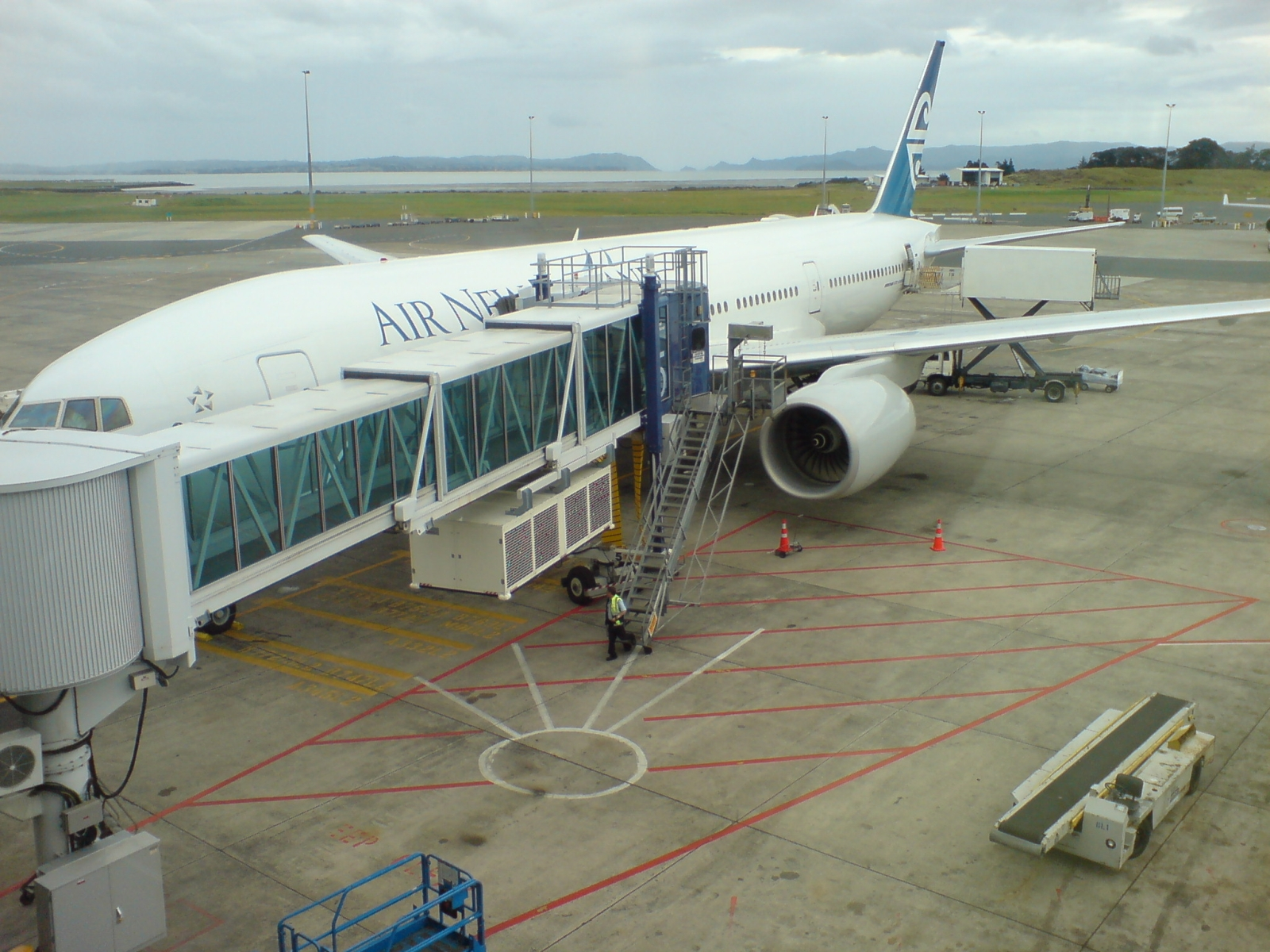
ボーディングブリッジ（ニュージーランド・オークランド国際空港）。

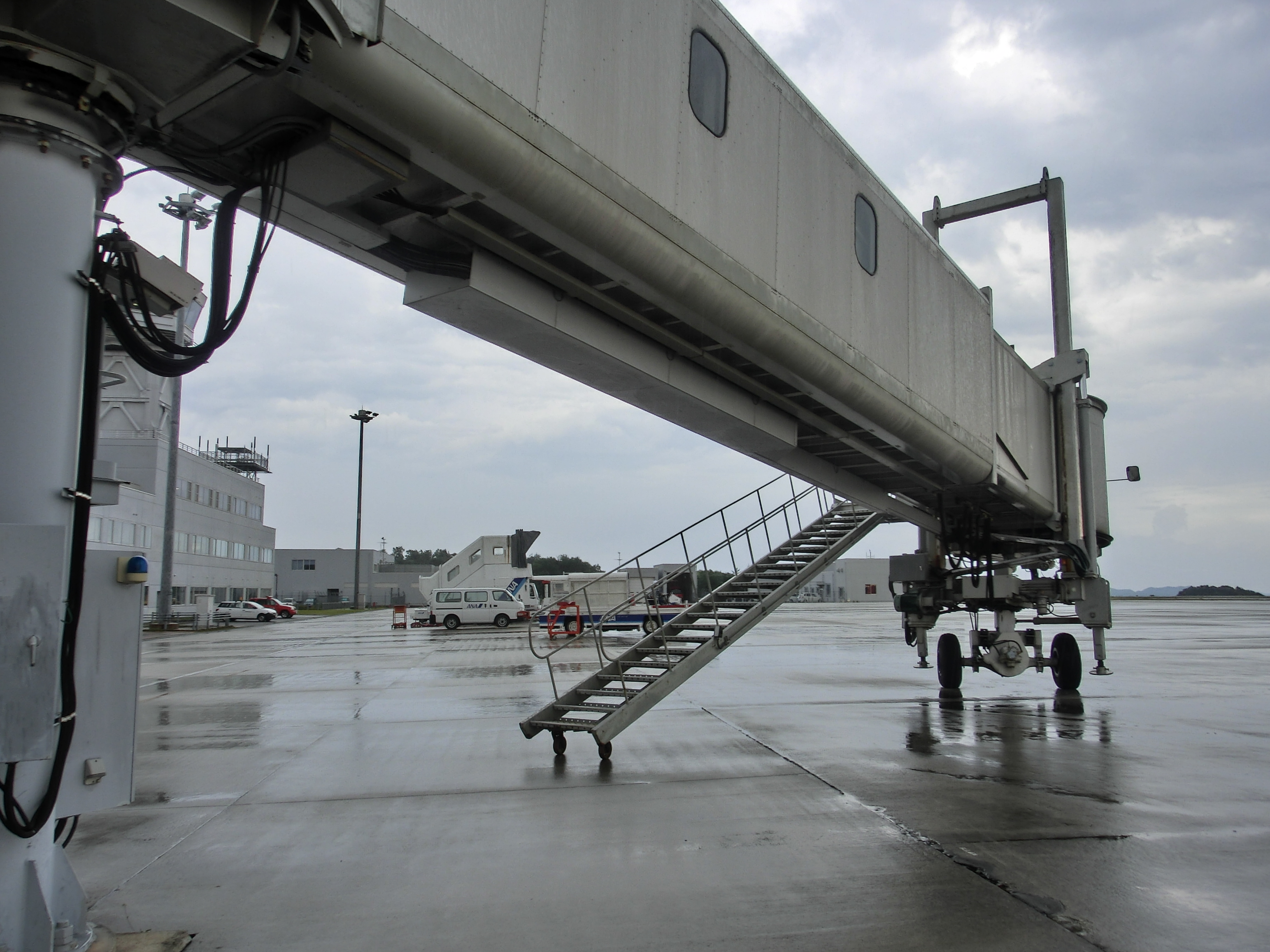
広島空港の搭乗ゲート

ボーディング・ブリッジの一端はターミナルビルに取り付けられている。もう一端は車輪、もしくはレールによって移動し、各々の機種の乗降口の位置にあわせて伸縮・旋回・昇降できる構造になっている。機体に接する末端は蛇腹になっていて、機体の形状にあわせて密着する。
一般に、通路部分は屋根と壁で周囲を覆われた箱型になっており、外気からは遮断されている。以前は窓が少ないものが多かったが、最近では大型ガラスを使用するなど、採光性・開放感のあるものが増えている。
通常、旅客の乗り降りは船舶時代の名残から基本機体左側（ポートサイド）側前方からのみ行うため、ボーディングブリッジは航空機のポートサイド前側に1-3台配置されるが、かつてはジョン・F・ケネディ国際空港で後部ドアへのボーディングブリッジが使用されていた。この方式は、現在ではオランダ・アムステルダムにある同国最大のアムステルダム・スキポール空港、ドイツのフランクフルト空港、並びにミュンヘン空港で採用されている。
また、東京国際空港の第2ターミナルでは20時以降の到着機（ボーイング747・ボーイング777・ボーイング767に限る）で、60番～64番スポットに到着する一部の便において、ポートサイド側2台（B767は1台）・スターボードサイド（機体右側）側に1台（通称:RPB,ライトパッセンジャーボーディングブリッジ）、最大で3台配置とされたりしている。
総2階建て客席を持つエアバスA380に対応し、2階部分に直接装着が可能なボーディング・ブリッジを設置している空港もある。日本では成田空港の第1ターミナル南ウイングの46番ゲートなどがそれである。

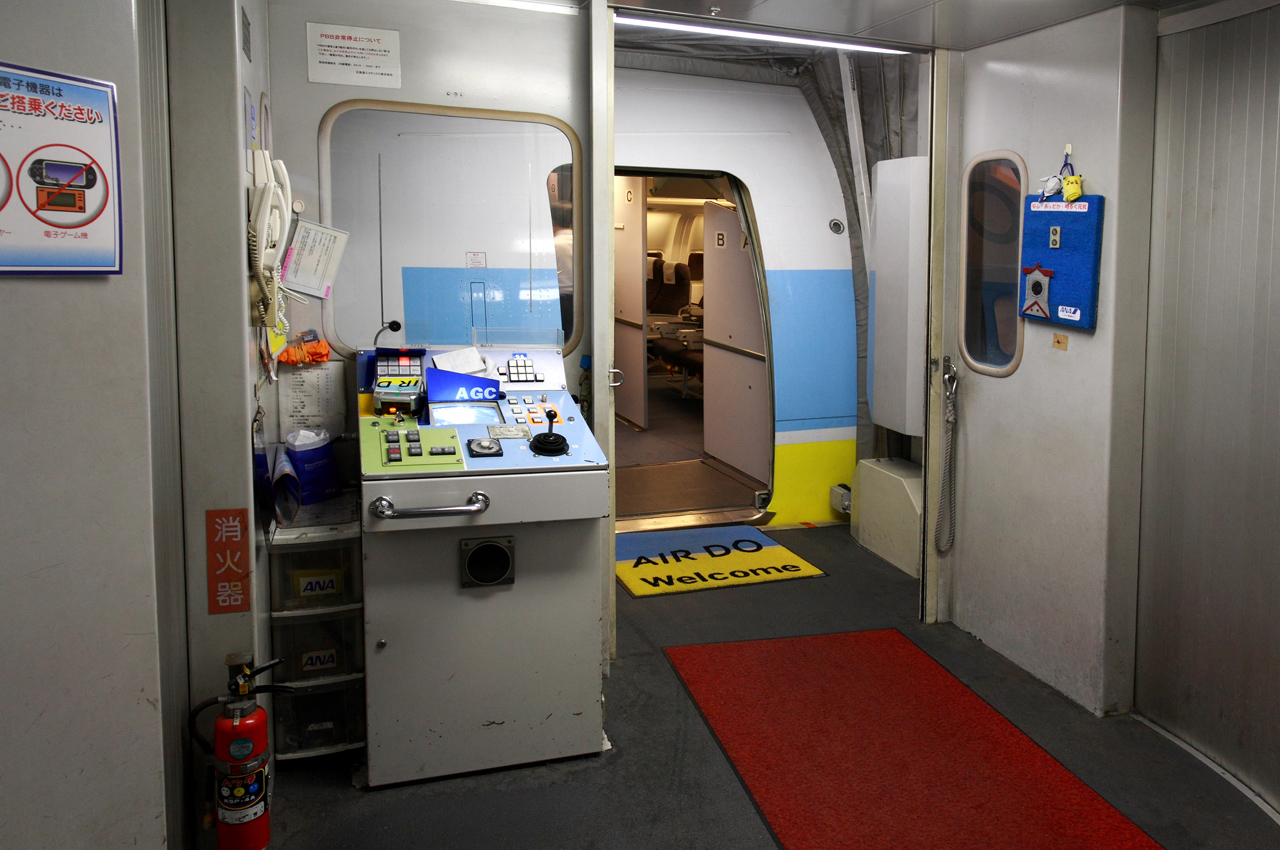
操作用コンソール（左）と搭乗口 （新千歳空港）
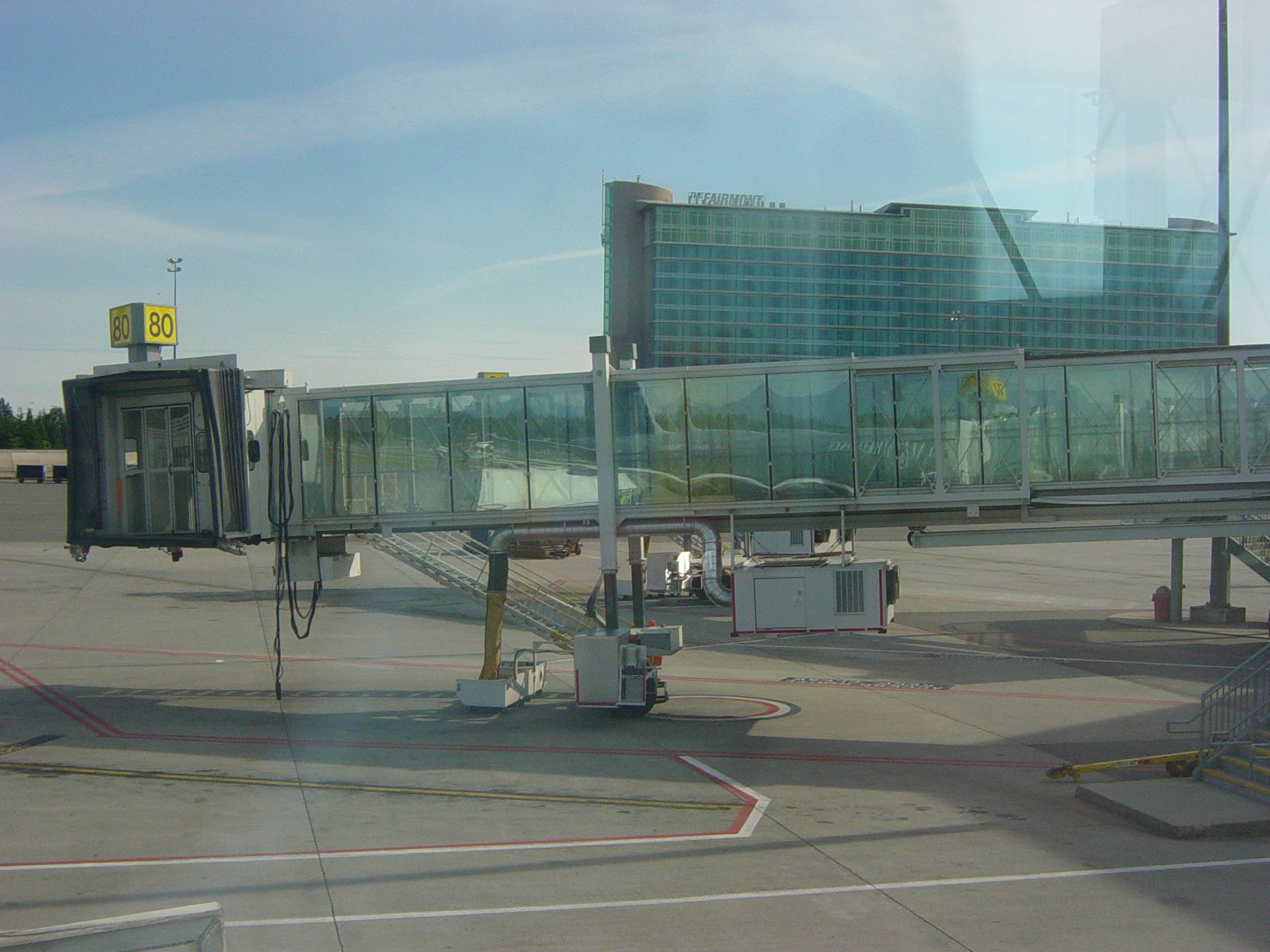
ガラス張りのボーディングブリッジ。接続部分の内側も見える。 （バンクーバー国際空港）
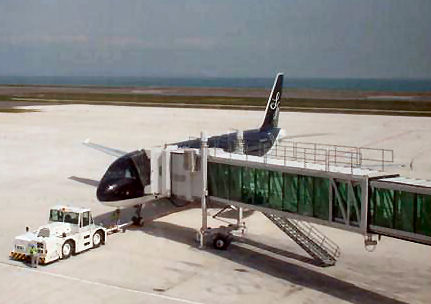
飛行機と接続したボーディングブリッジ （北九州空港）

## 港のボーディング・ブリッジ

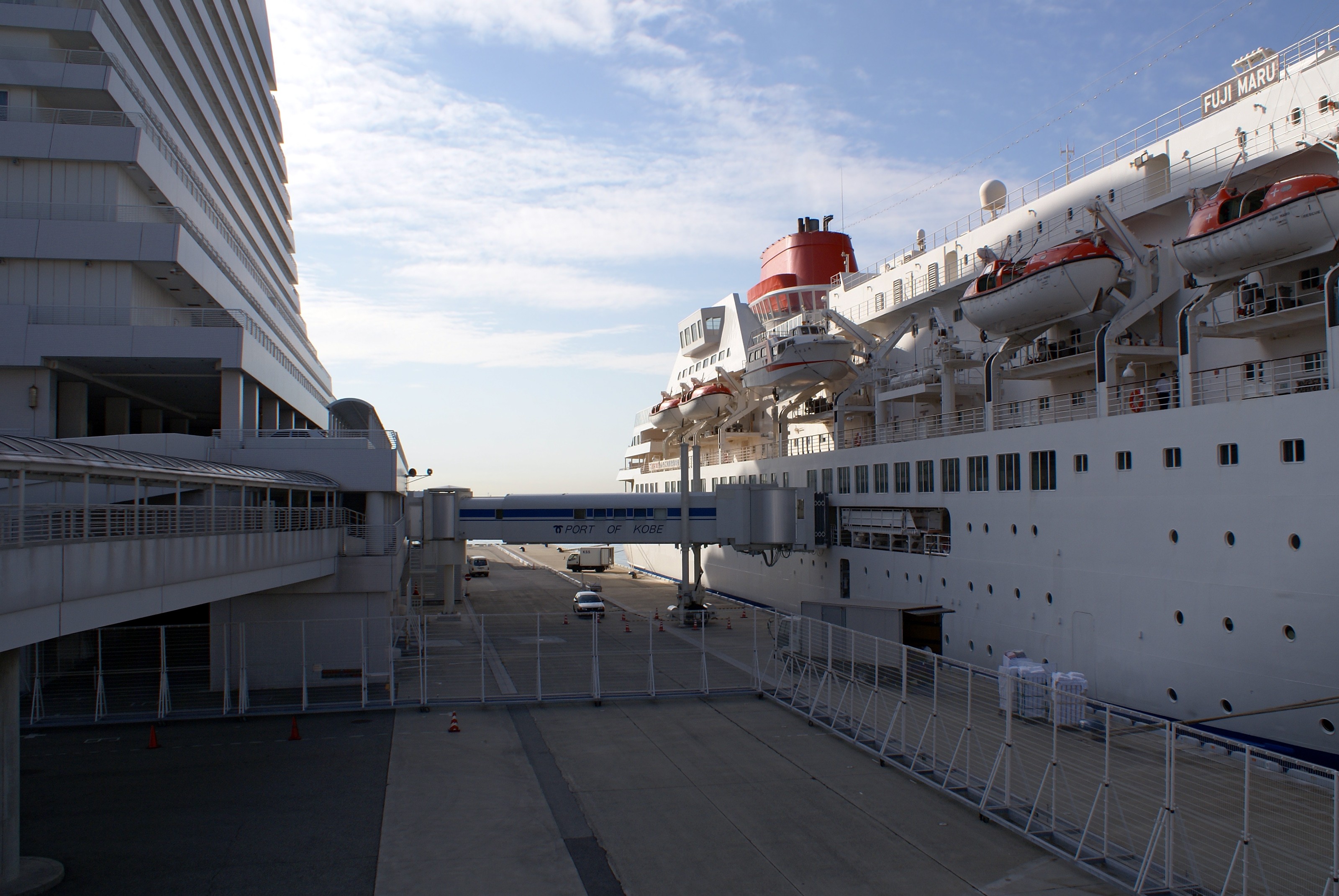
神戸港・中突堤のボーディング・ブリッジ。ふじ丸に接続中。

港によっては、船舶への乗降用にボーディング・ブリッジが設置されていることがある。
基本的な仕組みや構造は空港のものと変わらないが、潮汐や波浪による船体の動きに追従できる機能が付いている。
クルーズ客船や大型フェリーのような旅客船への乗降に使われているが、そのような船が頻繁に出入りする港はそう多くはない。そのため、設置数・率は空港に比べるとはるかに低い。

### 主なボーディング・ブリッジ設置港
- 神戸港（新港ポートターミナル・三宮フェリーターミナル、六甲アイランド阪九フェリー・フェリーさんふらわあターミナル）
- 小樽港（新日本海フェリーターミナル）
- 苫小牧港（西港・東港周文フェリーターミナル）
- 敦賀港（新日本海フェリーターミナル）
- 秋田港（新日本海フェリーターミナル）
- 舞鶴港（新日本海フェリーターミナル）
- 下関港
- 北九州港（新門司）
- 泉大津港
- 東京港竹芝ふ頭
- 名古屋港（太平洋フェリー）
- 横須賀港（東京九州フェリー）
- 函館港（七重浜地区津軽海峡フェリーターミナル）
- 青森港（沖館地区津軽海峡フェリーターミナル）
- 八戸港
- 新潟港
- 大阪港（天保山岸壁、さんふらわあ第1・第2ターミナル、国際フェリーターミナル）
- 別府国際観光港（県営3号上屋、さんふらわあターミナル（別府））
- 松山観光港
- 博多港
- 唐津東港
- 長崎港
- 福江港
- 芦辺港
- 印通寺港
- 郷ノ浦港
- 厳原港
- 鹿児島港（桜島桟橋）・（垂水フェリー）（鹿児島新港/奄美沖縄航路/マルエーフェリー、マリックスライン）
- 名瀬港（鹿児島沖縄航路/マルエーフェリー、マリックスライン限定）
- 横浜港
- 熊本港
- 久里浜港（東京湾フェリー）
- 金谷港（東京湾フェリー）
- 鳥羽港（伊勢湾フェリー）

## 利点
- 乗降時にいったん地上に降りる必要がない。
- 乗降に要する時間を短縮できる。
- 屋外の天候（風雨や気温）に左右されず快適に通行できる。

## メーカー
PBBを製造できるメーカーは先進国でも1か国で数社に限られ、日本では新明和工業と三菱重工交通・建設エンジニアリング（MHI-TES、旧・三菱重工交通機器エンジニアリング）しか製造できない。中でも新明和工業は『PAXWAY』（パックスウェイ）のブランド名でアジアを中心に世界への輸出実績があり、シンガポールのチャンギ空港やタイ・バンコクのスワンナプーム空港、ベトナム・ホーチミンのタンソンニャット空港など日本のODAで作られた空港を中心に納入している。

## バリアフリー
傾斜は生じるが、階段式のタラップに比べると段差は大幅に少なく、バリアフリーの観点からは優れているといえる。しかし、伸縮可能な構造であるため手すりが設置できない部分が生じる。傾斜や段差があるために、安全上車椅子はリフトを利用した乗降となることもあるとされていたが、三菱重工交通機器エンジニアリングが2014年に内部通路の段差(スロープ)を解消し、内部通路床面をフルフラット化し、伸縮時内側の伸縮部を保持する内部通路両側面にあったガイドレールを廃したバリアフリー型PBBを開発し、羽田空港国際線ターミナルや伊丹空港に設置され、さらに2017年に小型機の地上高が低く旅客ターミナル2階からのPBB使用で傾斜が急になりバリアフリー面から支障があった従来型より伸延時全長を長くとり傾斜を緩やかにし、構造、昇降装置、走行装置などを再設計した小型機対応ロングPBBも開発し、宮崎空港などに設置されている。

## 代替設備

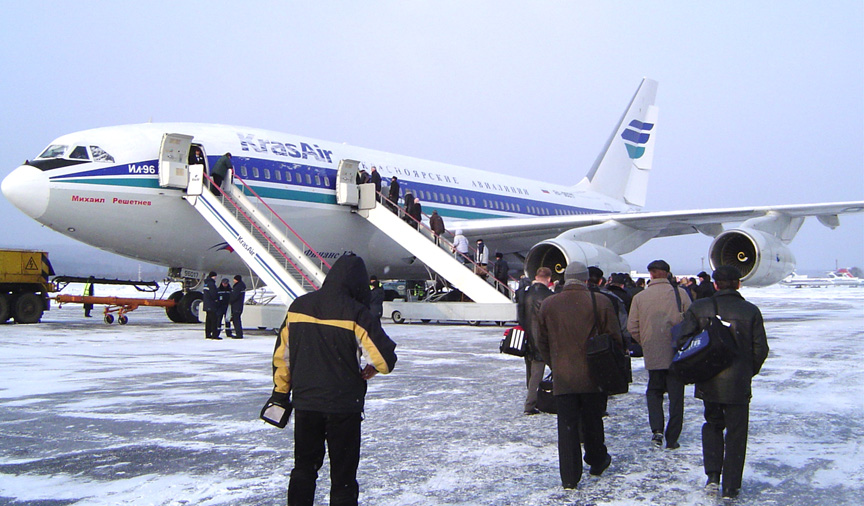
タラップを使用する乗客

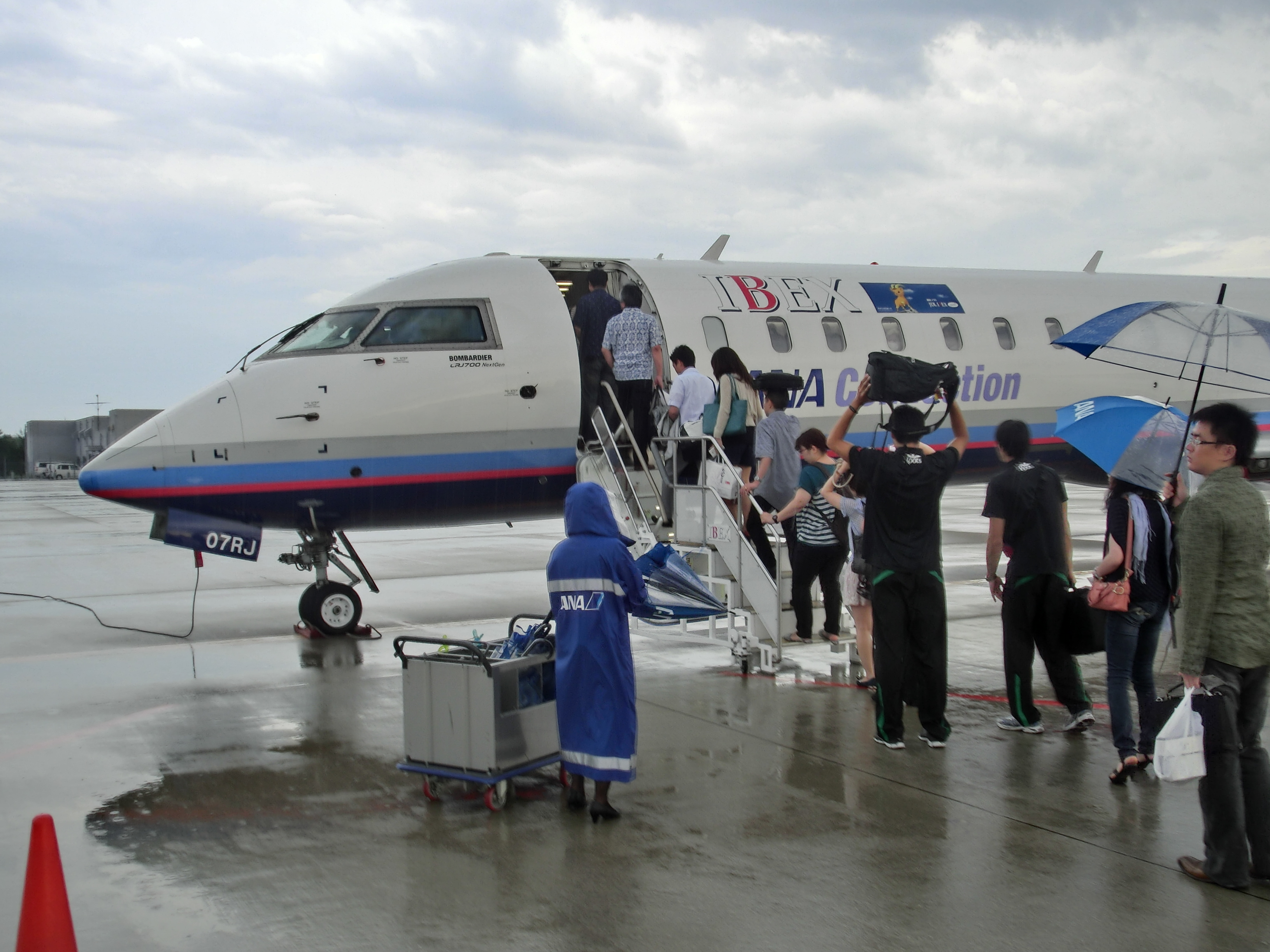
機体ドアに階段が内蔵されたエアステア (CRJ-700NG)

船体や機体の大きさや駐機位置によってはボーディング・ブリッジが使えないこともあり、その場合はタラップが使われる。また、設備が充実していない地方空港ならびに格安航空会社に対応した「第2次空港(Secondary Airport)」や、大規模空港の格安航空会社専用ターミナルでは、ボーディング・ブリッジを備えていないことがある。
これは、ボーディングブリッジの設置コスト（エプロンに接した幅の広いターミナルビルと専用設備が必須）とそれを反映した利用コストがかかることに加え、出発時にプッシュバックが必要となり、運用コストも上昇するのが嫌われるためである。
また、ワシントンD.C.のダレス国際空港や、メキシコシティのベニート・フアレス国際空港などでは、「モバイルラウンジ」と言う、上下動が可能なバスを使いターミナルと飛行機の間を移動することもある。同様な車として、機内食を機内に搬入する「フードローダー車」が存在する。また、車椅子利用者や歩行困難な搭乗客に対して、タラップ・エアステアを使用せずに搭乗するための「パッセンジャーボーディングリフト」（リフトバス）も存在する。
近年は地方空港でもバリアフリー化推進の流れが出てきていて機体付属のタラップを使用せずにPBBを拡大使用出来るような後付けアダプターを開発したり、地上からの乗降時も後付けスロープを別に作成設置して車いすなど身体が不自由な利用者でも利用出来るよう対応を拡充させている。

## 事故
- 2010年6月28日、台湾桃園国際空港のボーディング・ブリッジが突然倒壊した。原因は不明。幸いにも乗客等は周囲にいなかったため負傷者はいなかった[6]。
- 2023年7月9日、アイルランドのダブリン空港でアメリカン航空のボーイング787-8型機に接続していたボーディング・ブリッジが突如崩れ落ち、巻き添えで機体のドアが外れる事故が発生した。空港当局によると、怪我人は発生していない[7]。